# Адресив
Адресив — «форма ввічливості». Граматична категорія, що передає ставлення мовця до співрозмовника.

Характерна перш за все для «ввічливої» японської мови. Існує і в деяких інших мовах Азії, наприклад корейській. Певний розвиток отримала і в деяких європейських мовах, зокрема польській.